# Dexclorfeniramină
Dexclorfeniramina este un antihistaminic H1 derivat de piridină cu proprietăți anticolinergice. Este utilizat în tratamentul alergiilor, precum urticaria. Calea de administrare disponibilă este cea orală. Este izomerul S al clorfeniraminei.
Molecula a fost patentată în anul 1962 și a fost aprobată pentru uz medical în anul 1959.